# Moxostoma breviceps
Moxostoma breviceps är en fiskart som först beskrevs av Cope, 1870.  Moxostoma breviceps ingår i släktet Moxostoma och familjen Catostomidae. Inga underarter finns listade i Catalogue of Life.